# Jiangsu
Jiangsu (uitspraakⓘ) is een Chinese provincie, gelegen langs de oostkust van het land.
De naam komt van jiang, een verkorte vorm voor de naam van de stad Jiangning (nu Nanjing), en su, voor de stad Suzhou. De afkorting voor deze provincie is "苏" (sū), het tweede karakter van zijn naam.

## Ligging en karakteristieken
Jiangsu grenst aan Shandong in het noorden, Anhui in het westen, en Zhejiang en Shanghai in het zuiden. Jiangsu heeft meer dan 1000 km kustlijn langs de Gele Zee en de Yangtze stroomt door de zuidelijke delen van het gebied.
De provincie is tamelijk vlak, waterrijk en weinig heuvel- of bergachtig. Het bezit China's grootste binnenzee en het Grote Kanaal ligt voor een groot deel in deze provincie (690 km).
Jiangsu is een van de dichtstbevolkte en welvarendste provincies. Het zuiden is evenwel veel rijker dan het noorden. De bevolking spreekt Mandarijn en Wu.

## Aangrenzende provincies
| Aangrenzende provincies | Aangrenzende provincies | Aangrenzende provincies | Aangrenzende provincies | Aangrenzende provincies |
| ----------------------- | ----------------------- | ----------------------- | ----------------------- | ----------------------- |
| Shandong                |                         |                         |                         |                         |
|                         |                         |                         |                         |                         |
|                         |                         |                         |                         |                         |
|                         |                         |                         |                         |                         |
| Anhui                   |                         | Zhejiang                |                         |                         |

## Bestuurlijke indeling
De bestuurlijke indeling van Jiangsu ziet er als volgt uit:
|                     |             |          |                 |  |  |  |  |
| Nr.                 | Naam        | Hanzi    | Hanyu Pinyin    |  |  |  |  |
| Subprovinciale stad |             |          |                 |  |  |  |  |
| 1                   | Nanjing     | 南京市   | Nánjīng Shì     |  |  |  |  |
| Stadsprefecturen    |             |          |                 |  |  |  |  |
| 2                   | Changzhou   | 常州市   | Chángzhōu Shì   |  |  |  |  |
| 3                   | Huai'an     | 淮安市   | Huái'ān Shì     |  |  |  |  |
| 4                   | Lianyungang | 连云港市 | Liányúngǎng Shì |  |  |  |  |
| 5                   | Nantong     | 南通市   | Nántōng Shì     |  |  |  |  |
| 6                   | Suqian      | 宿迁市   | Sùqiān Shì      |  |  |  |  |
| 7                   | Suzhou      | 苏州市   | Sūzhōu Shì      |  |  |  |  |
| 8                   | Taizhou     | 泰州市   | Tàizhōu Shì     |  |  |  |  |
| 9                   | Wuxi        | 无锡市   | Wúxī Shì        |  |  |  |  |
| 10                  | Xuzhou      | 徐州市   | Xúzhōu Shì      |  |  |  |  |
| 11                  | Yancheng    | 盐城市   | Yánchéng Shì    |  |  |  |  |
| 12                  | Yangzhou    | 扬州市   | Yángzhōu Shì    |  |  |  |  |
| 13                  | Zhenjiang   | 镇江市   | Zhènjiāng Shì   |  |  |  |  |

## Steden in provincie Jiangsu
- Changshu ligt aan het Grote Kanaal, dat in het jaar 609 werd geopend. De stad had een belangrijke functie voor de handel in agrarische producten naar het Noorden. Het is nu een textielstad. De stad is welvarend, maar minder rijk dan Nanjing, Suzhou en Wuxi.
- Changzhou
- Huai'an
- Jiangdu
- Jiangyan
- Jingjiang
- Jurong
- Lianyungang, is een belangrijke havenstad in het noorden en werd rond 1680 als een van de eerste opengesteld voor handel met het buitenland door de Qing-dynastie. De andere drie waren Ningbo, Xiamen en Guangzhou. Aan het eind van de 20e eeuw behoorde de stad opnieuw tot een van de 14 steden, die werden bestemd voor handel met het buitenland.
- Liyang
- Nanjing provinciehoofdstad en in het verleden aantal keer de hoofdstad van China geweest. Verder bekend als stad met vele onderwijsinstellingen.
- Nantong staat bekend vanwege de textiel- of katoenindustrie. De havenstad, ten noorden van Shanghai, behoorde tot een van 14 steden bestemd voor handel met het buitenland en is een van de snelstgroeiende aan de kust. In de stad wordt een uniek dialect gesproken.
- Suqian

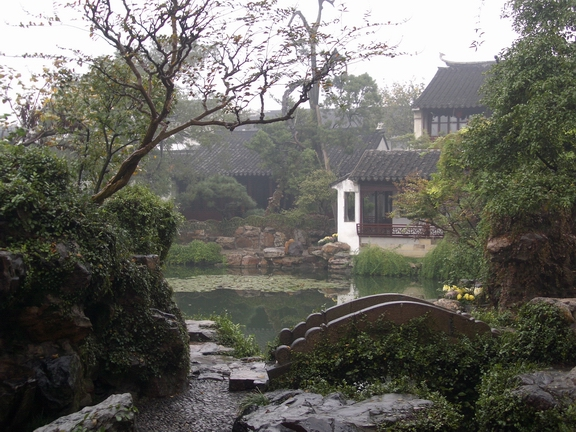
Tuin in Suzhou

- Suzhou staat bekend om zijn klassieke tuinen, kanalen, bruggen en gebouwen en wordt door veel toeristen bezocht. Al in de 15e eeuw werd de stad mooier gevonden dan enige andere Chinese stad en wordt op één lijn gesteld met Beijing, Hangzhou en Guilin. Suzhou is de op een na de belangrijkste industriestad en een van de welvarendste steden in China. De zijdeindustrie is nog steeds van groot belang.
- Taixing
- Qidong
- Rugao
- Suqian
- Taicang
- Taixing
- Taizhou is een in een vroeg stadium opgestelde havenstad. De economie groeit jaarlijks met 10%.
- Wujiang
- Wuxi, is na Nanjing een van de belangrijkste steden in de provincie. Er zijn veel buitenlandse bedrijven gevestigd en het wordt ook wel Klein-Shanghai genoemd. Het is centraal gelegen tussen Shanghai, Nanjing en Suzhou. Wuxi is een modelstad en fraai gelegen aan het Taihu.
- Xinghua
- Xuzhou
- Yancheng is met meer dan 16.000 km² de grootste stadsprefectuur van de provincie. Het is vanouds van belang voor de zoutwinning.
- Yangzhou was door zijn ligging aan het Grote Kanaal een belangrijke stad. Al in de 13e eeuw werd de stad bezocht door Marco Polo. Tot aan het begin van 21e eeuw had Yangzhou geen treinverbinding en er is bijna geen hoogbouw. De stad heeft een interessante keuken. Evenals Suzhou heeft de stad beroemde klassieke tuinen.
- Zhenjiang is de oude provinciehoofdstad. Hier werkte in de 11e eeuw Shen Kuo, een beroemde astronoom.

## Geboren
- Cao Wenxuan (1954), kinderboekenschrijver
- Xu Zechen (1978), schrijver
- Zhou Chunxiu (1978), marathonloopster
- Chen Ruolin (1992), schoonspringster